# Leptinus
Leptinus är ett släkte av skalbaggar som beskrevs av Müller 1817. Leptinus ingår i familjen mycelbaggar.
Släktet innehåller bara arten Leptinus testaceus.